# جسیکا هکت
جسیکا هکت (انگلیسی: Jessica Hecht؛ زادهٔ ۲۸ ژوئن ۱۹۶۵) یک هنرپیشه اهل ایالات متحده آمریکا است.
از فیلم‌ها یا برنامه‌های تلویزیونی که وی در آن نقش داشته است می‌توان به شروع به هنگام عصر ، راه‌های فرعی، فراموش شده،سریال فرندز ، فصل برنده، پرستار و سریال برکینگ بد اشاره کرد.